# 운남동 (광주)
운남동(雲南洞)은 광주광역시 광산구의 동이다.

## 연혁
- 1995. 01. 01 광산구 비아출장소 신가지소로 개원
- 1997. 07. 01 광산구 신가동사무소 신설
- 2003. 06. 30 운남동사무소로 분동
- 2005. 12. 05 운남동사무소 신축 개청
- 2007. 07. 01 명칭 변경 (동사무소 → 동 주민센터)
- 2018. 07. 31 명칭 변경 (동 주민센터 → 동 행정복지센터)

## 마을 유래
- 운남(雲南)
  - 운남지구 한 가운데 위치한 운남마을을 과거 방동(芳洞)이라 했는데, 마을 앞에 방도언이라는 방죽(堰)이 있어 방동이라고 불렀다고 한다. 전주 최씨 최봉남이 조선 중기 하남면 월곡에서 옮겨왔다고 하는데, 하남동 시리마을 전의 이씨 후손들도 처음 방동에 정착했다 이거한 것이라고 한다. 마을을 개촌한 최씨의 성 ‘최(崔)’ 한자가 산(山) 밑에 뱁새(隹)가 있는 글자로 ‘뱁새는 수풀이 우거진 숲에 있어야 성하다’ 하여 마을 이름을 운림(雲林)으로 바꾸었다고 한다. 이후 일제강점기 동구에 같은 지명이 있어 운림의 남쪽에 있다는 의미로 운남으로 개칭했다. 입향조인 최봉남이 신의 계시를 받고 심었다는 갈참나무 노거수가 있는데, 보호수로 지정되었다. 1통이 운남마을인데 2022년 5월 조합 설립인가가 남에 따라 조만간 사라질 예정이다.
- 금구동(金龜洞)·진만읍(陳萬邑)
  - 운남동 택지개발로 사라진 금구동 마을은 금구초등학교, 금구중학교에 지명이 남아 있다. 방동의 동쪽에 있는 마을로 과거에 금이 나오는 광산이 있어서 지었던 이름이라고 하나 ‘옹골이라는 골터가 있어 옹골이라고 한다’며 금구동(金九洞)을 설명하는 기록도 있다. 한자가 다른 것은 단순 오기인지, 바뀐 것인지는 알 수 없다. 진만읍은 신가동 관할이었으나 2009년 경계조정으로 일부가 운남동에 편입되었다. 극락강역이 있는 지역으로 병원, 교회 등이 들어서 있다. 17통이 진만읍 지역이다.

## 주거
| 단지명            | 주소                      | 건설사                           | 시행사                            | 입주        | 비고     |
| ----------------- | ------------------------- | -------------------------------- | --------------------------------- | ----------- | -------- |
| 운남 우방아이유쉘 | 광산구 임방울대로 152     | 우방산업㈜                       | 자일토건㈜                        | 2015년 12월 |          |
| 운남삼성          | 광산구 임방울대로 142-12  | 삼성물산㈜ 건설부문              | 삼성물산㈜ 건설부문               | 1996년 12월 |          |
| 진아리채 리버힐즈 | 광산구 목련로273번길 23   | ㈜아이리스건설 ㈜진아건설 ㈜리채 | 운남진아리채리버힐즈 지역주택조합 | 2019년 12월 |          |
| 운남주공 1단지    | 광산구 목련로273번길 76   | 송산건설㈜                       | 대한주택공사                      | 1997년 5월  | 국민임대 |
| 운남주공 2단지    | 광산구 목련로273번길 76   | 송산건설㈜                       | 대한주택공사                      | 1997년 9월  |          |
| 운남주공 3단지    | 광산구 목련로 307-11      | 대주건설㈜                       | 대한주택공사                      | 1996년 9월  |          |
| 운남주공 4단지    | 광산구 목련로273번안길 30 | 남해종합개발 대주건설㈜ 남화토건 | 대한주택공사                      | 1996년 6월  |          |
| 운남주공 5단지    | 광산구 하남대로 248-10    | 선경건설㈜ ㈜라인건설            | 대한주택공사                      | 1997년 12월 |          |
| 운남주공 6단지    | 광산구 목련로153번길 134  | 금호산업                         | 대한주택공사                      | 2001년 12월 |          |
| 운남주공 7단지    | 광산구 목련로153번길 56   | 남양건설                         | 대한주택공사                      | 2001년 11월 |          |
| 운남주공 8단지    | 광산구 목련로153번길 143  | 호반건설 남양건설 중흥건설       | 대한주택공사                      | 2000년 11월 |          |

## 교육
- 운남초등학교
- 금구초등학교
- 마지초등학교
- 목련초등학교
- 운남중학교
- 금구중학교
- 운남고등학교

## 같이 보기
- 광주광역시의 행정 구역